# Fire Meet Gasoline
"Fire Meet Gasoline" é uma canção da cantora australiana Sia Furler, gravada para o seu sexto álbum de estúdio 1000 Forms of Fear. Foi composta pela própria intérprete em conjunto com Greg Kurstin, cujo último também produziu a faixa, que com o auxílio de Sam Dixon na composição. O seu lançamento ocorreu a 19 de junho de 2015, através da Monkey Puzzle Records e RCA Records, servindo como quarto single e último do disco. 

## Faixas e formatos
| CD single |                                   |         |  |
| N.º       | Título                            | Duração |  |
| 1.        | "Fire Meet Gasoline"              | 4:02    |  |
| 2.        | "Big Girls Cry" (Bleachers Remix) | 4:05    |  |

## Desempenho nas tabelas musicais

### Posições
| Tabela musical (2015)          | Melhor posição |
| ------------------------------ | -------------- |
| Alemanha - Media Control AG    | 85             |
| Áustria - Ö3 Austria Top 40    | 68             |
| Bélgica - Ultratip (Flandres)  | 12             |
| Bélgica - Ultratip (Valónia)   | 4              |
| França - SNEP                  | 50             |
| Reino Unido - UK Singles Chart | 193            |
| Suíça - Schweizer Hitparade    | 47             |

## Histórico de lançamento
| País     | Data                | Formato     | Editora discográfica |
| -------- | ------------------- | ----------- | -------------------- |
| Alemanha | 19 de junho de 2015 | Maxi single | RCA                  |